# Teatro Florida
El teatro Florida es un teatro de propiedad municipal situado en la ciudad de Algeciras (España).

## Historia
El edificio fue construido entre 1944 y 1945 , por el arquitecto Mariano Aznárez Torán, para ser utilizado como cine destacando en su arquitectura la fachada de inspiración expresionista con detalles decorativos geométricos. Tras una obras realizadas en 1971 que permitieron ampliar su uso para albergar espectáculos teatrales y musicales el 27 de septiembre de 1985 pasa a depender del ayuntamiento de la ciudad ampliándose de este modo la oferta cultural de la ciudad y aprovechándose la cercanía del edificio con el antiguo Hospital de la Caridad, sede de la Fundación Municipal de Cultura José Luis Cano.
Desde 2006 el antiguo Cine Florida es sometido a una restauración promovida por la Diputación de Cádiz dentro del proyecto Culturcad debido a las malas condiciones en las que se encontraba el edificio. Las obras de remodelación con un presupuesto de 6.557.711 euros fueron realizadas por la empresa Procondal que procedió a la demolición del edificio conservando la fachada por considerarse un elemento singular del municipio, en su interior, sin embargo, el número de plazas con que contaría desde entonces el teatro se vio reducida de las originales 900 butacas a 650.
El primer acto que tuvo lugar en el teatro tras su rehabilitación fue el concurso local de rondallas navideñas, el 11 de diciembre de 2011, mientras que la reapertura oficial tuvo lugar el 20 de diciembre del mismo año con la obra La voz del agua del guitarrista Salvador Andrades el pianista Chico Valdivia y los textos de Juan Casal Ortiz por parte de José Ignacio Landaluce, alcalde de la ciudad, José Loaiza, presidente de la Diputación de Cádiz, Paz Sánchez, directora general de Innovación e Industrias Culturales de la Junta de Andalucía y Yolanda Peinado, delegada provincial de la consejería de Cultura.